# تپه سیاه‌بید سفلای ۵
تپه سیاه بید سفلای ۵ مربوط به دوران پارینه‌سنگی جدید - دوران فرادیرینه‌سنگی است و در شهرستان کرمانشاه، بخش مرکزی، دهستان دورد فرامان، ۶۰۰ متری جنوب شرق روستای سیاه بید سفلا واقع شده و این اثر در تاریخ ۱۸ اسفند ۱۳۸۷ با شمارهٔ ثبت ۲۴۹۱۸ به‌عنوان یکی از آثار ملی ایران به ثبت رسیده است.